# Coppa del Generalissimo 1939
La Copa del Generalísimo 1939 fu la 35ª edizione della Coppa di Spagna e la prima edizione disputatasi dopo la guerra civile spagnola. Il torneo iniziò il 14 maggio e si concluse il 25 giugno 1939. La finale si disputò allo Stadio Montjuic di Barcellona dove il Siviglia ottenne il suo secondo titolo.

## Partecipanti
Le 14 partecipanti provenivano da 9 regioni diverse.
- Aragona: Aviación Nacional,  Saragozza
- Baleari:  Constància[1]
- Biscaglia:  Donostia
- Cantabria:  Racing Santander, Unión Montañesa
- Galizia:  Racing Ferrol
- Gipuzkoa:  Alavés,  Donostia
- Navarra:  Athletic Bilbao,  Barakaldo
- Nord Africa:  Ceuta Sport
- Sud:  Siviglia,  Real Betis

## Primo turno
|                 | Risultato |                   | Andata | Ritorno |  |
| --------------- | --------- | ----------------- | ------ | ------- |  |
| Real Betis      | 1 - 5     | Aviación Nacional | 1 - 1  | 0 - 4   |  |
| Ceuta Sport     | 4 - 6     | Siviglia          | 3 - 4  | 1 - 2   |  |
| Unión Montañesa | 1 - 7     | Barakaldo         | 0 - 2  | 1 - 5   |  |
| Athletic Bilbao | 3 - 8     | Alavés            | 1 - 2  | 2 - 6   |  |
| Osasuna         | 1 - 4     | Saragozza         | 0 - 1  | 1 - 3   |  |

## Quarti di finale
|                   | Risultato |           | Andata | Ritorno |  |
| ----------------- | --------- | --------- | ------ | ------- |  |
| Racing Ferrol     | 3 - 1     | Donostia  | 3 - 1  | 0 - 0   |  |
| Barakaldo         | 4 - 3     | Saragozza | 2 - 1  | 2 - 2   |  |
| Aviación Nacional | 3 - 4     | Siviglia  | 2 - 0  | 1 - 4   |  |
| Racing Santander  | 3 - 7     | Alavés    | 2 - 5  | 1 - 2   |  |

## Semifinali
|               | Risultato |           | Andata | Ritorno |  |
| ------------- | --------- | --------- | ------ | ------- |  |
| Racing Ferrol | 3 - 2     | Barakaldo | 1 - 1  | 2 - 1   |  |
| Siviglia      | 7 - 6     | Alavés    | 6 - 5  | 1 - 1   |  |

## Finale
| Arbitro: | Arribas |

|                                                     |           |                         |
| Raimundo 5’ Campanal 20’, 27’, 59’ Pepillo 38’, 42’ | Marcatori | 54’ (rig.), 57’ Silvosa |